# Форест Хил (Тексас)
Форест Хил (енгл. Forest Hill) град је у америчкој савезној држави Тексас. По попису становништва из 2010. у њему је живело 12.355 становника.

## Демографија
Према попису становништва из 2010. у граду је живело 12.355 становника, што је 594 (4,6%) становника мање него 2000. године.
| Група             | 2000.         | 2010.         |
| Белци             | 2.967 (22,9%) | 1.441 (11,7%) |
| Афроамериканци    | 7.389 (57,1%) | 5.988 (48,5%) |
| Азијати           | 147 (1,1%)    | 73 (0,6%)     |
| Хиспаноамериканци | 2.349 (18,1%) | 4.715 (38,2%) |
| Укупно            | 12.949        | 12.355        |